# ヴァラヌス・ビタタワ
ヴァラヌス・ビタタワ（学名：Varanus bitatawa ）とは、オオトカゲ科に属する爬虫類である。

## 分類
コモドオオトカゲなどと同じオオトカゲ科だが、肉食のコモドオオトカゲと違い進化の過程で草食化した。同じくルソン島南部に生息する草食のグレイオオトカゲに近縁であることが分かっている。

## 分布・生活環
フィリピン北部ルソン島のシエラマドレ山脈の山林に生息する。生息地であるシエラマドレ山脈を離れることは少ない。
果物を主食としており、高さ20メートル以上の木の上でほぼ1日中を過ごす。現地の部族民の間では"Butikaw"と呼ばれ、食用に捕獲されてきた。数世紀にわたって人間の捕獲対象となってきたために、人間に対しては臆病で用心深い。

## 形態
成長したものでは体長約2メートルに達するが、体重は約10キロ程度にしかならない。鱗状の胴体と足は青黒くて薄い黄緑色の斑点があり、尾には黒と緑の部分が交互に見られる。新種発見を報じたニュースのいくつかでは、オスには2つのペニスがあることをその大きな特徴としているが、これは半陰茎と言われる器官で、この種に限らず全ての有鱗目のオスに見られる特徴である。2つのペニスは交尾の際に交互に使われることが多く、メスの体内に自分の体をつなぎとめておくのに役立つ。

## 保全状態
ヴァラヌス・ビタタワは現地では広範な捕獲対象となってきた。また、ルソン島では人口増加と森林伐採が急速に進んでいることから、将来絶滅する危険性が指摘されている。